# Michaela Dietz
Michaela Dietz (nacida el 1 de noviembre de 1982) es una actriz de voz coreana-estadounidense. Es conocida por interpretar a Riff en Barney y a Amatista en Steven Universe.

## Carrera
Michaela Dietz fue contratada para el papel de Riff luego de haber dado su voz para un videojuego.

## Filmografía
| Películas   | Películas                                 | Películas                 | Películas                                           |
| Año         | Película                                  | Papel                     | Notas                                               |
| ----------- | ----------------------------------------- | ------------------------- | --------------------------------------------------- |
| 2005        | Discover Me                               | Ellie                     |                                                     |
| 2007        | Barney: Let's Go to the Firehouse         | Riff                      |                                                     |
| 2007        | Barney: Dino-mite Birthday                | Riff                      |                                                     |
| 2008        | Barney's Animal ABCs                      | Riff                      |                                                     |
| 2008        | Hi! I'm Riff!                             | Riff                      |                                                     |
| 2008        | Barney: The Best of Barney                | Riff                      |                                                     |
| 2009        | Barney: Once Upon a Dino-Tale             | Riff                      |                                                     |
| 2009        | Barney: Let's Go on Vacation              | Riff                      |                                                     |
| 2009        | Barney: Jungle Friends                    | Riff                      |                                                     |
| 2009        | Barney: We Love Our Family                | Riff                      |                                                     |
| 2009        | Red, Black & Blonde                       | Bailarín que Audiciona #1 | Corto                                               |
| 2009        | K-Town                                    | Pareja Interracial #3     |                                                     |
| 2010        | Barney: Let's Play Outside                | Riff                      |                                                     |
| 2010        | Barney: A-Counting We Will Go             | Riff                      |                                                     |
| 2011        | Fo Fo Figgily Animated Series             | Fo Fo                     | Corto                                               |
| 2011        | Barney: Big World Adventure: The Movie    | Riff                      |                                                     |
| 2011        | Barney: 123 Learn                         | Riff                      | Corto                                               |
| 2011        | Barney: I Can Do It                       | Riff                      |                                                     |
| 2011        | Barney: A Very Merry Christmas: The Movie | Riff                      |                                                     |
| 2012        | Barney: Planes, Trains & Cars             | Riff                      |                                                     |
| 2012        | Barney: Clean Up, Clean Up!               | Riff                      |                                                     |
| 2012        | Barney: I Love My Friends                 | Riff                      |                                                     |
| 2012        | Totally Smooth                            | Jerry                     | Corto                                               |
| Televisión  |                                           |                           |                                                     |
| Año         | Título                                    | Papel                     | Notas                                               |
| 2006-2010   | Barney y sus amigos                       | Riff                      | Veintinueve Episodios                               |
| 2009        | Workshop                                  | Detective Femenina        | Episodio: A Little Cocky                            |
| 2012        | My América                                | Papel Desconocido         | Episodio: Hit and Run                               |
| 2013-2019   | Steven Universe                           | Amatista                  |                                                     |
| 2015        | Louis y Georges                           | Louis (voz)               | Corto de Nickelodeon                                |
| 2017-2018   | Mighty Magiswords                         | Danelda (voz)             | Episodios: "Hoppus the Hunted" / "Team of Broccoli" |
| 2019        | 101 Dalmatian Street                      | Dolly                     | Rol principal                                       |
| 2019        | Steven Universe: The Movie                | Amatista                  |                                                     |
| 2021        | The Owl House                             | Vee (voz)                 | Episodio: "Yesterday's Lie"                         |
| Videojuegos |                                           |                           |                                                     |
| Año         | Título                                    | Papel                     | Notas                                               |
| 2013        | Grand Theft Auto V                        | Población local           |                                                     |
| 2014        | Cartoon Network Superstar Soccer: Goal    | Amethyst                  | Mobile phone game                                   |
| 2015        | Steven Universe: Attack the Light!        | Amethyst                  | Mobile phone game                                   |
| 2015        | Lego Dimensions                           | Chunk                     |                                                     |
| 2017        | Steven Universe: Save the Light           | Amethyst                  |                                                     |